# Crypsiptya
Crypsiptya és un gènere d'arnes de la família Crambidae.

## Taxonomia
- Crypsiptya africalis Maes, 2002
- Crypsiptya coclesalis Walker, 1859
- Crypsiptya megaptyona Hampson, 1918
- Crypsiptya mutuuri Rose & Panji, 1979
- Crypsiptya nereidalis Lederer, 1863
- Crypsiptya ruficostalis Hampson, 1918
- Crypsiptya viettalis Marion, 1956